# Zloch Gyula
Zloch Gyula, Zalatnai, Zalatnay (Budapest, 1899. január 13. – Budapest, Józsefváros, 1945. július 18.) magyar válogatott labdarúgó, fedezet, műszerész segéd, a székesfővárosi gázművek művezetője.

## Pályafutása
Zloch János evangélikus, verbőci születésű vízvezeték felügyelő és a budapesti római katolikus Schwarzenberger Karolina fia. 1923. április 14-én Budapesten, az Erzsébetvárosban házasságot kötött Moik Herminnel. A gyermek az apa vallását követte, majd 1917-ben áttért a római katolikus vallásra. Zloch családi nevét 1934-ben Zalatnaira változtatta.

### Klubcsapatban
A 33 FC labdarúgója volt. Lelkiismeretes, jól szerelő és fejelő játékos volt, aki az átadásokban hibázott néha. Szívóssága miatt mind a három fedezet poszton helyt állt.

### A válogatottban
1919 és 1925 között négy alkalommal szerepelt a magyar labdarúgó-válogatottban.

## Statisztika

### Mérkőzései a válogatottban
| Magyarország | Magyarország      | Magyarország              | Magyarország    | Magyarország | Magyarország  | Magyarország | Magyarország | Magyarország |
| #            | Dátum             | Helyszín                  | Hazai           | Eredmény     | Vendég        | Kiírás       | Gólok        | Esemény      |
| ------------ | ----------------- | ------------------------- | --------------- | ------------ | ------------- | ------------ | ------------ | ------------ |
| 1.           | 1919. október 5.  | Bécs, WAC-Platz           | Ausztria        | 2 – 0        | Magyarország  | barátságos   | -            |              |
|              | 1920. május 14.   | Pforzheim                 | Dél-Németország | 0 – 1        | Magyarország  | barátságos   | -            |              |
| 2.           | 1920. október 24. | Berlin, Deutsches Stadion | Németország     | 1 – 0        | Magyarország  | barátságos   | -            |              |
| 3.           | 1922. július 13.  | Helsinki                  | Finnország      | 1 – 5        | Magyarország  | barátságos   | -            |              |
| 4.           | 1925. október 4.  | Budapest, Üllői úti pálya | Magyarország    | 0 – 1        | Spanyolország | barátságos   | -            | 25' 29'      |
|              | Összesen          |                           |                 | 4            | mérkőzés      |              | 0            | gól          |